# Piz Kesch
Il Piz Kesch (3.417 m s.l.m. - in romancio Piz d'Es-cha) è la montagna più alta delle Alpi dell'Albula nelle Alpi Retiche occidentali.
Si trova sul confine tra la regione Maloja e la regione Albula nel Canton Grigioni.

## Geografia
Il Piz Kesch è la montagna più alta delle Alpi Orientali situate sopra il fiume Eno. Sul versante nord del monte si trova il ghiacciaio Porchabella.
Ai piedi del monte si trovano due rifugi alpini: la Chamanna d'Es-Cha (2.594 m) e la Chamanna digl Kesch (2.625 m).

## Salita alla vetta
La prima salita alla vetta avvenne nel 1846 da parte degli alpinisti J. Coaz, J. Rascher, C. Casper e J. Tscharner.
Si può salire sulla vetta partendo dal passo dell'Albula e passando dalla Chamanna d'Es-Cha. La salita avviene tramite il versante est.